# إبراهام أو. ودروف
إبراهام أو. ودروف (بالإنجليزية: Abraham O. Woodruff) هو مبشر أمريكي، ولد في 23 نوفمبر 1872 في مدينة سولت ليك في الولايات المتحدة، وتوفي في 20 يونيو 1904 في إل باسو في الولايات المتحدة بسبب جدري.